# 凱瑟琳 (紐約州)
凱瑟琳（英語：Catharine）是一個位於美國紐約州斯凱勒縣的鎮。

## 人口
根據2020年美國人口普查的數據，凱瑟琳的面積為85.21平方千米，當中陸地面積為83.64平方千米，而水域面積為1.57平方千米。當地共有人口1656人，而人口密度為每平方千米19人。